# Libor Hroza
Libor Hroza (* 30. května 1987, Děčín) je český horolezec a reprezentant ve sportovním lezení, specializuje se na lezení na rychlost (speed climbing). Je vítězem závodů Rock Master, vicemistrem světa, dvojnásobným mistrem Evropy, sedminásobným mistrem České republiky a vítězem mistrovství Slovenska a USA.
První titul mistra Evropy získal v roce 2013 ve francouzském Chamonix. Podruhé v roce 2015, rovněž v Chamonix. Na světových hrách 2013 v kolumbijském Cali se umístil na 5. místě, úspěšně se nominoval i na další světové hry 2017, které se konají ve Vratislavi.
V roce 2014 se stal držitelem světového rekordu na Světovém poháru IFSC v rámci festivalu Rock Master 2014, který se každoročně koná v italském Arcu. V tomto roce také skončil v čínském Wu-ťiangu na druhém místě. Díky tomuto umístění získal stříbrné umístění v celkovém pořadí Světového poháru. Zařadil se tak hned za Adama Ondru, který tento rok vyhrál mistrovství světa v boulderingu a také v lezení na obtížnost. Na světovém poháru v lezení na rychlost v jihokorejském Mokpchu zístal stříbrnou medaili.
V roce 2014 začal trenérskou kariéru.
Závodnímu lezení se věnuje i jeho sestra Lucie Hrozová. Oba trénoval jejich otec, trenér a majitel holešovické lezecké stěny v Praze, Libor Hroza starší.
V Mezinárodní federaci sportovního lezení (IFSC) působí jako zástupce závodníků v atletické komisi (± 2016–2017).

## Významné úspěchy
- 2003: vítěz mistrovství Slovenska
- 2006: zlatá medaile v 1. kole Evropského poháru juniorů v lezení na rychlost, v kategorii juniorů
- několikanásobná nominace na prestižní závody Arco Rock Master (elita v lezení na rychlost)[7]
- 2012: druhý český Vicemistr světa v lezení na rychlost
- 2012: nominace na World Games Cali 2013 za 2. místo na Mistrovství světa[8]
- trénování závodních lezců v Kanadě a USA
- 2014: čtyřnásobný vítěz Rock Masteru v Arcu v lezení na rychlost (2× jako součást světového poháru), nejvíce vítězství v této disciplíně, nejvíce obhájení titulu z českých závodníků na Rock Masteru
- 2014: 2× překonaný světový rekord během 5. kola světového poháru v lezení na rychlost v italském Arcu během festivalu Arco Rock Master: 15 m za 5.76 a 5.73 s (standardní cesta)
- obhájení titulu Mistra Evropy v lezení na rychlost
- 2015: nominace na World Games Wrocław 2017 za vítězství na Mistrovství Evropy
- 2015: 3. dělené místo v soutěži Horolezec roku 2015 za vítězství na Mistrovství Evropy
- 2016: nominace mezi 18 nejlepších sportovců ve 3. ročníku mezinárodní ankety, celkově 5. místo Sportovec roku IWGA 2015[9]
- 2015, 2016: dvakrát vítěz mistrovství USA

### Závodní výsledky
lezení na rychlost, (od roku 2009) standardní 15m cesta, časy v sekundách
| Světové hry  | Světové hry | Světové hry |
| Rok          | 2013        | 2017        |
| ------------ | ----------- | ----------- |
| Rychlost     | 5           | 8           |
| Nejlepší čas | 6.22        | 5.96        |

| Arco Rock Master | Arco Rock Master | Arco Rock Master | Arco Rock Master | Arco Rock Master | Arco Rock Master | Arco Rock Master | Arco Rock Master | Arco Rock Master | Arco Rock Master | Arco Rock Master | Arco Rock Master | Arco Rock Master | Arco Rock Master |
| Rok              | 2004             | 2005             | 2006             | 2007             | 2008             | 2009             | 2010             | 2011             | 2012             | 2013             | 2014             | 2015             | 2016             |
| ---------------- | ---------------- | ---------------- | ---------------- | ---------------- | ---------------- | ---------------- | ---------------- | ---------------- | ---------------- | ---------------- | ---------------- | ---------------- | ---------------- |
| Rychlost         | 7                | 7-8              | 4                | 5                | —                | 1                | 1                | MS (5)           | 3 (SP)           | 1 (SP)           | 1 (SP)           | MSJ              | 5 (SP)           |
| Nejlepší čas     | ?                | ?                | ?                | 12.33            | —                | 7.21             | 6.71             | 6.69             | 6.46             | 5.99             | 5.73             | —                | 6.16             |

- do roku 2009 prestižní výběr závodníků; v roce 2010 ve formátu světového poháru jako příprava na budoucí mistrovství světa; v letech 2011–2014,2016 nebyla rychlost součástí Rockmasteru, ale závodila se v rámci festivalu jako součást mistrovství světa, nebo světového poháru; v roce 2015 se v disciplíně nezávodilo pro konání MSJ

| Mistrovství světa | Mistrovství světa | Mistrovství světa | Mistrovství světa | Mistrovství světa | Mistrovství světa | Mistrovství světa | Mistrovství světa |
| Rok               | 2005              | 2007              | 2009              | 2011              | 2012              | 2014              | 2016              |
| ----------------- | ----------------- | ----------------- | ----------------- | ----------------- | ----------------- | ----------------- | ----------------- |
| Rychlost 15 m     | 12                | 8                 | 8                 | 5                 | 2                 | 8                 | 7                 |
| Nejlepší čas      | ?                 | 26.25             | ?                 | 6.69              | 6.00              | 6.10              | 6.14              |
| Rychlost 15 m     | —                 | —                 | 6                 | —                 | —                 | —                 | —                 |
| Nejlepší čas      | —                 | —                 | 4.02              | —                 | —                 | —                 | —                 |

| Světový pohár | Světový pohár | Světový pohár | Světový pohár | Světový pohár | Světový pohár | Světový pohár | Světový pohár | Světový pohár | Světový pohár | Světový pohár | Světový pohár | Světový pohár | Světový pohár | Světový pohár |
| Rok           | 2004          | 2005          | 2006          | 2007          | 2008          | 2009          | 2010          | 2011          | 2012          | 2013          | 2014          | 2015          | 2016          | 2017          |
| ------------- | ------------- | ------------- | ------------- | ------------- | ------------- | ------------- | ------------- | ------------- | ------------- | ------------- | ------------- | ------------- | ------------- | ------------- |
| Rychlost      | 11            | 6             | 9             | 7             | 16-17         | 4             | 3             | 5             | 7             | 2             | 2             | 2             | 6             | 14            |
| jednotlivě*   |               |               |               |               |               |               |               |               |               |               |               |               |               | ,8,14,8,8,    |
| Nejlepší čas  |               |               |               |               |               |               |               |               |               |               |               |               |               |               |

* poznámka: nalevo jsou poslední závody v roce
| Mistrovství Evropy | Mistrovství Evropy | Mistrovství Evropy | Mistrovství Evropy | Mistrovství Evropy | Mistrovství Evropy | Mistrovství Evropy | Mistrovství Evropy |
| Rok                | 2004               | 2006               | 2008               | 2010               | 2013               | 2015               | 2017               |
| ------------------ | ------------------ | ------------------ | ------------------ | ------------------ | ------------------ | ------------------ | ------------------ |
| Rychlost           | 11                 | 13                 | 16                 | 3                  | 1                  | 1                  | 16                 |
| Nejlepší čas       | ?                  | ?                  | 11.86              | 7.04               | 6.03               | 5,80*              | 5.91*              |

- 2015: nejlepší čas závodu, osmifinále (4. kolo SP 2015, ze kterého se počítaly výsledky ME)
- 2017: nejlepší čas ME (v kvalifikaci, totožný s Italem Ludovicem Fossalim - také kval., nakonec 4.)

| Obtížnost    | 35    | 62-63         | — | — |
| Rychlost     | 15-16 | nezávodilo se | 9 | 9 |
| Nejlepší čas |       |               |   |   |

| Obtížnost    | 14 | ? | 56-66 | — |
| jednotlivě*  |    |   |       |   |
|              |    |   |       |   |
| Rychlost     | —  | — | —     | ? |
| jednotlivě*  |    |   |       |   |
| Nejlepší čas | —  | — | —     | ? |

* poznámka: nalevo jsou poslední závody v roce
| Mistrovství České republiky | Mistrovství České republiky | Mistrovství České republiky | Mistrovství České republiky | Mistrovství České republiky | Mistrovství České republiky | Mistrovství České republiky | Mistrovství České republiky | Mistrovství České republiky |
| Rok                         | 2003                        | 2004                        | 2005                        | 2006                        | 2007                        | 2008                        | 2009                        | 2010                        |
| --------------------------- | --------------------------- | --------------------------- | --------------------------- | --------------------------- | --------------------------- | --------------------------- | --------------------------- | --------------------------- |
| Rychlost                    | 1                           | 1                           | 1                           | 1                           | 1                           | 1                           | 1                           | 1                           |
| Nejlepší čas                |                             |                             |                             |                             |                             |                             |                             |                             |

| Mistrovství Slovenska | Mistrovství Slovenska |
| Rok                   | 2003                  |
| --------------------- | --------------------- |
| Obtížnost             | 8                     |
| Rychlost              | 1                     |

další závody
- 2006: EPJ Gdansk (Polsko) 1. místo v kategorii juniorů
- 2016: Mistrovství USA 1. místo[18]